# Kilsmo
Kilsmo est une localité de Suède dans la commune d'Örebro située dans le comté d'Örebro.
Sa population était de 229 habitants en 2019.